# 12134 Hansfriedeman
A 12134 Hansfriedeman (ideiglenes jelöléssel 2574 P-L) a Naprendszer kisbolygóövében található aszteroida. Cornelis Johannes van Houten,  Ingrid van Houten-Groeneveld és Tom Gehrels fedezte fel 1960. szeptember 24-én.